# Aargauische Kantonalbank
Die Aargauische Kantonalbank (AKB) mit Sitz in Aarau ist die Kantonalbank des Kantons Aargau. Sie wurde 1913 gegründet und ist in Form einer öffentlich-rechtlichen Anstalt organisiert. Sie ist eine klassische Universalbank für Privat- und Firmenkunden sowie für institutionelle Anleger. Die AKB unterhält 32 Geschäftsstellen im Kanton Aargau und im angrenzenden solothurnischen Gebiet Olten-Gösgen-Gäu. Das Unternehmen zählt gut 1000 Mitarbeitende – davon rund 100 Lernende, Praktikanten sowie Trainees.

## Besitzverhältnisse und Geschäftsfelder
Die Aargauische Kantonalbank ist als öffentlich-rechtliche Anstalt organisiert und gehört zu 100 Prozent dem Kanton Aargau. Die AKB ist eine Universalbank mit den Kernkompetenzen Sparen, Hypotheken, Kreditgeschäft für kleine und mittlere Unternehmen und öffentlich-rechtliche Körperschaften sowie Anlageberatung und Portfolio-Management. Die Dienstleistungen werden sowohl im Kanton Aargau als auch im angrenzenden solothurnischen Gebiet Olten-Gösgen-Gäu angeboten.

## Führungsgremium
Das oberste Aufsichtsgremium ist der Bankrat, der vom Grossen Rat (Legislative des Kantons Aargau) jeweils für eine vierjährige Amtszeit gewählt wird. Der Bankrat umfasst neun Mitglieder, zu den Mitgliedern gehören unter anderem der Präsident Kurt Bobst und Andréa Belliger. Die Geschäftsleitung umfasst sechs Mitglieder.